# سامسونگ
سامسونگ (به کره‌ای: 삼성) یک شرکت خوشه‌ای چندملیتی کره‌ای است که دفتر مرکزی آن در مجتمع اداری شهر سامسونگ در سئول جای دارد. این گروه، از شرکت‌های وابسته پرشماری ساخته شده است که بیشتر آنان، زیر برند سامسونگ فعالیت می‌کنند و بزرگ‌ترین چبول (ابرشرکت تولیدی بازرگانی) در کره‌جنوبی است. از سال ۲۰۲۴، سامسونگ پنجمین برند برتر جهان بوده است.
سامسونگ دارندهٔ چندین شرکت تابعه و زیرمجموعه در صنعت‌های گوناگون است که برای نمونه می‌توان به سامسونگ الکترونیکس، سامسونگ لایف، سامسونگ فایر، صنایع سنگین سامسونگ، سامسونگ موتورز، سامسونگ سی‌اندتی و سامسونگ فری اشاره کرد.
گروه سامسونگ در سال ۱۹۳۸ توسط لی بیونگ-چول، به‌عنوان یک شرکت تجاری بنیان‌گذاری شد و در ۳ دهه نخست، فعالیت‌های خود را در زمینه‌های مالی و بیمه، مبادله اوراق بهادار و خرده‌فروشی گسترش داد و در پایان دهه ۱۹۶۰ وارد صنعت الکترونیک گردید و در میانه دهه ۱۹۷۰ نیز به صنایع کشتی‌سازی و ساخت‌وساز وارد شد. وارد شدن به این زمینه‌ها، رشدهای پسین آن را در پی داشت. پس از درگذشت لی بیونگ-چول، در سال ۱۹۸۷ شرکت سامسونگ به چهار گروه مستقل به‌نام‌های گروه سامسونگ، گروه شینسگائه، گروه سی‌جی و گروه هانسول جداسازی شد. اکنون دفتر مرکزی این کورپوریشن در شهر سامسونگ، سئول جای دارد و بخشی از سهام آن در بازار بورس نیویورک معامله می‌شود.
سامسونگ اثر بسزایی در پیشرفت اقتصادی، سیاسی، رسانه‌ای و فرهنگی کره جنوبی دارد و یک نیروی پیشران اصلی در «معجزه رودخانه هان» بوده است. شرکت‌های زیرین آن نزدیک یک‌پنجم از کل صادرات کره جنوبی را تولید می‌کنند. در سال ۲۰۱۳ درآمد سامسونگ معادل ۱۷٪ از تولید ناخالص داخلی کره جنوبی بوده است و هواداران بسیاری دارد.

## پیشینه
گروه سامسونگ در سال ۱۹۳۸ توسط لی بیونگ-چول به‌عنوان یک شرکت تجاری بنیان‌گذاری شد و بیشترین حجم کاری خود را بر صادرات ماهی، میوه و سبزی به چین قرار داد. طی یک دهه، با رشدی تند، سامسونگ به یکی از ۱۰ شرکت بزرگ کره تبدیل شد. در سال ۱۹۶۹ شرکت سامسونگ الکترونیکس به‌عنوان یک شرکت تابعه در گروه سامسونگ زاده شد. این شرکت در دهه ۱۹۷۰ با سرمایه‌گذاری در صنایع سنگین، صنایع شیمیایی و پتروشیمی و کشتی‌سازی، راه صنعتی‌شدن را در پیش گرفت.
در ۱۹۷۳ دومین برنامه ۵ ساله مدیریت این شرکت اعلام و گذار از مرحله تولید و تجارت مواد اولیه به ساخت کالای پایانی، هدف اصلی این گروه اعلام شد. در دهه ۱۹۷۰ شرکت سامسونگ آن‌چنان توسعه پیدا کرد، که شرکت‌های صنایع سنگین، پتروشیمی، کشتی‌سازی و ابزارهای دقیق سامسونگ یکی پس از دیگری تأسیس گردید و نخستین صادرات صنایع الکترونیک این گروه نیز از سوی سامسونگ الکترونیکس صورت گرفت. محصولات این شرکت در دهه ۱۹۸۰ توانستند به بازارهای جهانی راه یابد.
در سال ۱۹۸۷ با درگذشت لی بیونگ-چول، پسر او لی کان-هی مدیریت گروه را برعهده گرفت. لی کان-هی یک سال بعد برنامه توسعه دوم گروه سامسونگ را در شرکت به راه انداخت. این برنامه شامل بر تجدید ساختار کسب‌وکار قدیمی و تبدیل شرکت به یکی از ۵ شرکت برتر الکترونیک و شرکتی در کلاس جهانی بود.
آغاز دهه ۱۹۹۰ را می‌توان دوران مدیریت نوین در سامسونگ دانست. در این دوران شعار «اول کیفیت» انتخاب و تبلیغ شد. در این دوره، ۱۷ محصول مختلف نظیر نیم‌رسانا، نمایشگرهای رایانه و … در بازار جهانی تولید شد و در برخی از آن‌ها مانند نمایشگرهای ال‌سی‌دی به مقام نخست جهانی دست یافت. هم‌زمان، علاوه بر جهت‌گیری به سمت به‌کارگیری شش سیگما و تولید محصول کیفی، کیفیت کارکنان نیز مورد توجه قرار گرفت. از آغاز قرن بیست‌ویکم، حرکت به سمت دوران دیجیتال برای این شرکت تشدید شد. به گونه‌ای که به‌سرعت در حوزه‌های مختلف فناوری اطلاعات و ارتباطات محصولات گوناگونی عرضه می‌شوند. دهه ۲۰۰۰ شاهد زاده شدن سری گوشی‌های هوشمند گلکسی سامسونگ بود که به‌سرعت نه‌تنها به پرفروش‌ترین محصولات این شرکت تبدیل شدند، بلکه جزو پرفروش‌ترین گوشی‌های هوشمند در جهان بودند.
اکنون زیرمجموعه‌های اصلی صنعتی سامسونگ سه واحد سامسونگ الکترونیکس، صنایع سنگین سامسونگ و سامسونگ سی‌اندتی هستند. اگرچه این شرکت در زمینه‌های دیگر نیز زیرمجموعه‌های بسیار بزرگی دارد که از آن‌جمله می‌توان به شرکت بیمهٔ عمر سامسونگ، سامسونگ اورلند (مدیر پارک سرگرمی Everland، قدیمی‌ترین مرکز تفریحی کرهٔ جنوبی) و Cheil Worldwide را نام برد. شرکت چیل ورلدواید آژانس تبلیغاتی سامسونگ است که در زمرهٔ بزرگ‌ترین آژانس‌های جهانی در این صنعت شناخته می‌شود.

## ریشه نام
واژه سامسونگ در زبان کره‌ای هانجا (三星) به معنی سه‌ستاره است. منظور از عدد سه در این نام، توان و بزرگی، و منظور از ستاره، جاودانگی است.

## شرکت‌های تابعه
امروزه گروه سامسونگ شامل مجموعه‌ای از ۸۰ شرکت است که بزرگ‌ترین مجموعه تجاری-صنعتی در کره جنوبی محسوب می‌شود. شناخته‌شده‌ترین شرکت‌های زیرمجموعه آن عبارتند از:
- سامسونگ الکترونیکس (بزرگ‌ترین شرکت فناوری اطلاعات جهان)[۸] بزرگ‌ترین شرکت این گروه[۹]
- صنایع سنگین سامسونگ (دومین شرکت بزرگ صنایع کشتی‌سازی در کره جنوبی و سومین در جهان)،[۱۰]
- شرکت مهندسی سامسونگ و سامسونگ سی‌اندتی (به ترتیب سیزدهم و سی‌وششمین شرکت‌های بزرگ ساختمانی جهان)،[۱۱]
- سامسونگ کارت، سامسونگ فایر، سامسونگ لایف (چهاردهمین شرکت بزرگ بیمه عمر جهان)
- [۱۲] اورلند، کره جنوبی (قدیمی‌ترین شهر بازی در کره جنوبی)،[۱۳] چیل ورلدواید (پانزدهمین شرکت تبلیغاتی جهان).[۱۴][۱۵]

گروه سامسونگ امروزه دارای شمار بسیاری شرکت تابعه، زیرمجموعه و فرعی در سرتاسر جهان است. مهم‌ترین شرکت‌های تابعه این گروه عبارتند از: سامسونگ الکترو-مکانیکس، سامسونگ سی‌اندتی، سامسونگ فایر، سامسونگ کارت، سامسونگ لایف، چیل ورلدواید، سامسونگ الکترونیکس، صنایع سنگین سامسونگ و مهندسی سامسونگ.

### سامسونگ الکترو-مکانیکس
سامسونگ الکترو-مکانیکس، شرکت قطعات الکترونیکی است که در زمینه تولید قطعات الکترونیکی، نیم‌رساناها، برد مدار چاپی، منابع تغذیه و تجهیزات مخابراتی فعالیت می‌کند.
شرکت سامسونگ الکترو-مکانیکس در سال ۱۹۷۳ از مشارکت شرکت‌های سامسونگ و سانیو، تحت نام سامسونگ-سانیو راه‌اندازی شد و اکنون دارای ۹ کارخانه تولیدی در کشورهای چین (۲ کارخانه)، فیلیپین، کره جنوبی (۴ کارخانه)، تایلند و مجارستان است.

### سامسونگ سی‌اندتی
سامسونگ سی‌اندتی، شرکت ساخت‌وساز متعلق به گروه سامسونگ است که در سال ۱۹۳۸ راه‌اندازی شد و تاکنون در ساخت سازه‌های فراوانی در کشورهای مختلف مشارکت داشته و به‌عنوان نمونه می‌توان به برج‌های دوقلوی پتروناس، تایپه ۱۰۱ و برج خلیفه اشاره کرد.

### سامسونگ فایر
سامسونگ فایر، شرکت بیمه کره‌ای چندملیتی است که به‌عنوان زیرمجموعه‌ای از گروه سامسونگ، در زمینه ارائه خدمات بیمه‌های خودرو، بیمه عمومی، بیمه‌های مدت-دار و مدیریت ریسک فعالیت می‌کند.
شرکت سامسونگ فایر در سال ۱۹۵۲ راه‌اندازی شد و اکنون دارای دفاتر خدماتی در کشورهای ایالات متحده آمریکا، چین، ژاپن، اندونزی، ویتنام و چند کشور اروپایی است.
دفتر مرکزی این شرکت در شهر سئول، کره جنوبی قرار دارد و بزرگ‌ترین سهام‌داران سامسونگ فایر، شرکت‌های سامسونگ لایف (۱۰٫۳۶٪) و کامان‌ویت بانک (۷٫۴۴٪) هستند.

### سامسونگ کارت
سامسونگ کارت، شرکت خدمات مالی است، که در زمینه ارائه خدمات کارت‌های اعتباری فعالیت می‌کند.
شرکت سامسونگ کارت در سال ۱۹۸۸ تأسیس شد، در سال ۲۰۰۴ با سامسونگ کپیتال ادغام شد و هم‌اکنون بزرگ‌ترین اپراتور کارت‌های اعتباری کره جنوبی به‌شمار می‌آید.
سامسونگ لایف با داشتن ۷۱٫۹٪ درصد از سهام این شرکت، مالکان اصلی سامسونگ کارت محسوب می‌شوند.

### سامسونگ لایف
سامسونگ لایف، شرکت خدمات بیمه چندملیتی کره‌ای است، که در سال ۱۹۵۷ توسط سامسونگ راه‌اندازی شد و اکنون به‌عنوان بزرگ‌ترین شرکت ارائه‌دهنده خدمات بیمه در کره جنوبی محسوب می‌شود.
دفتر مرکزی این شرکت در شهر سئول، کره جنوبی قرار دارد و سهام آن در بازار بورس کره معامله می‌شود.

### چیل ورلدواید
چیل ورلدواید، شرکت تبلیغاتی کره‌ای است، که در زمینه ارائه خدمات تبلیغات، روابط عمومی و بازاریابی فعالیت می‌کند.
شرکت چیل ورلدواید در سال ۱۹۷۳ توسط گروه سامسونگ راه‌اندازی شد و اکنون بزرگ‌ترین بنگاه تبلیغاتی کره جنوبی است و در رتبه ۱۵ از بزرگ‌ترین شرکت‌های تبلیغاتی جهان، جای دارد.

### صنایع سنگین سامسونگ
صنایع سنگین سامسونگ، شرکت صنایع سنگین کره‌ای است، که در سال ۱۹۷۴ راه‌اندازی شد و امروزه به‌عنوان یکی از بزرگ‌ترین سازندگان کشتی در جهان و سومین کشتی‌ساز بزرگ در کره‌جنوبی به‌شمار می‌آید.
این شرکت، یکی از زیرمجموعه‌های گروه سامسونگ است، که تمرکز اصلی آن بر ساخت و ارائه انواع کشتیها، نفت‌کشها، شناورهای FPSO، نفتکش‌های ال‌ان‌جی، نیمه شناورها، جرثقیل‌های دروازه‌ای و دیگر سازه‌های دریایی معطوف است.

### مهندسی سامسونگ
مهندسی سامسونگ، شرکت خدمات مهندسی است، که در زمینه ارائه خدمات مدیریت پروژه و اجرای پروژه‌های ساخت‌وساز، کارخانجات صنعتی، پالایشگاهها، نیروگاه‌های برق و احداث زیرساخت‌های شهری فعالیت می‌کند.
شرکت مهندسی سامسونگ در سال ۱۹۸۰ توسط گروه سامسونگ راه‌اندازی شد و اکنون به‌عنوان یک پیمان‌کار ای‌پی‌سی دارای عملیات در ۴۰ کشور جهان بوده، همچنین دارای شعبه در کشورهای عربستان سعودی، امارات متحده عربی، تایلند، هند، ترینیداد و توباگو و مکزیک است.

### سامسونگ الکترونیکس
پنج حوزه اصلی کسب‌وکار شرکت سامسونگ الکترونیکس عبارت است از: لوازم خانگی دیجیتال، رسانه دیجیتال، ال‌سی‌دی، نیم‌رسانا و مخابرات
در سال ۲۰۰۴، سامسونگ الکترونیکس از سوی مجله فورچون به عنوان چهارمین شرکت تحسین‌برانگیز جهان در حوزه الکترونیک انتخاب شد. اکنون شمار شرکت‌های گروه سامسونگ به ۱۴ رسیده که با ۳۳۷ دفتر در ۵۸ کشور جهان پراکنده است.

## کالاها و سرویس‌ها
به‌طور کلی، محصولات این شرکت شامل گوشی موبایل، پوشاک، صنایع شیمیایی، تجهیزات الکترونیکی، تجهیزات پزشکی، نیم‌رساناها، کشتی و شناور و تجهیزات مخابراتی می‌شود.

### فروشگاه سامسونگ
فروشگاه سامسونگ گلکسی، یک فروشگاه اپلیکیشن است نخستین فروشگاه مجازی برنامه‌های تلویزیونی که شامل مجموعه‌ای از برنامه‌های کاربردی (Application) برای تلویزیون و مکانی ایدئال برای گشت و گذار، و کشف انواع برنامه‌های متنوع است. در این فروشگاه مجازی می‌توان برنامه‌های مختلفی را به صورت رایگان روی تلویزیون خود دانلود و اجرا کرد. با ارائه مجموعه‌ای گسترده از برنامه‌های بازی، اخبار، مرجع، شبکه اجتماعی و برنامه‌های دیگر، تلویزیون هوشمند است.

#### گوشی‌های موبایل سامسونگ
گوشی‌های هوشمند سامسونگ از پرفروش‌ترین گوشی‌های جهان به‌شمار می‌آیند که با ویژگی‌های متنوع و نوآوری‌های متعدد در سری‌های مختلف، محبوبیت بسیاری در بین کاربران دارند. سامسونگ با ارائه مدل‌های مختلف از سری‌های Galaxy S و Galaxy Z گرفته تا سری‌های اقتصادی‌تر مانند Galaxy A، بازارهای متنوعی را هدف قرار داده است.

##### ویژگی‌های کلیدی گوشی‌های سامسونگ
۱- نمایشگرهای با کیفیت بالا: سامسونگ از نمایشگرهای AMOLED و Dynamic AMOLED در مدل‌های بالارده استفاده می‌کند که کنتراست بالا، رنگ‌های زنده و روشنایی مناسبی دارند. این نمایشگرها برای تجربه بهتر تماشای ویدئو و استفاده روزمره بسیار مناسب هستند.
۲- دوربین‌های پیشرفته: در مدل‌های پرچمدار سری Galaxy S، سامسونگ از سیستم‌های چند دوربینی بهره می‌برد که شامل سنسورهای با کیفیت بالا، زوم اپتیکال، و قابلیت‌های عکاسی در نور کم است. این دوربین‌ها تجربه عکاسی حرفه‌ای را برای کاربران فراهم می‌کنند.
۳- باتری با ظرفیت بالا: باتری گوشی‌های سامسونگ، به خصوص در مدل‌های Galaxy S و Galaxy A، ظرفیت بالایی دارد و بسیاری از این مدل‌ها از شارژ سریع و بی‌سیم نیز پشتیبانی می‌کنند که امکان استفاده طولانی‌مدت از دستگاه را فراهم می‌کند.
۴- پشتیبانی از تکنولوژی‌های ارتباطی جدید: گوشی‌های جدید سامسونگ از فناوری‌های ارتباطی پیشرفته مانند 5G و Wi-Fi 6E بهره می‌برند که سرعت و پایداری اتصال به اینترنت را افزایش می‌دهد.

## فرهنگ سازمانی
شعارهای سامسونگ از آغاز تأسیس، توجه به منابع انسانی، کمک اقتصادی به جامعه و خرد ورزی بوده است. مدیرعامل شرکت معتقد است، موقعیت سامسونگ متکی به پنج ارزش است: کیفیت، خلاقیت، رقابت، فرهنگ و وحدت. در سال ۱۹۹۳، مدیرعامل شرکت برنامه هویت بخشی جدید را در پنجاه و پنجمین سالگرد تأسیس شرکت معرفی کرد. او اعلام نمود که شرکت نیازمند آن است که بازتاب‌های اخلاقی خود را ببیند. شرکت‌هایی که پایبند اصول اخلاقی نیستند، قادر به تولید محصولات با کیفیت نخواهند بود، زیرا از مشتریان و خواسته‌های آنان درک روشنی ندارند.
در سامسونگ هر تغییر به عنوان یک فرصت دیده می‌شود و به افراد امکان و اجازه اشتباه کردن داده می‌شود، به شرط آنکه آن اشتباه مستند و مکتوب شده و دیگر تکرار نشود. اصول جدید مدیریت سامسونگ مبتنی است بر اخلاق و قانون، احترام به ذی‌نفعان و مشتریان و پذیرش مسئولیت اجتماعی.